# Camp Rock (album)
Camp Rock – kompilacja utworów z filmu Camp Rock wyprodukowanego  przez Disney Channel.

## Lista utworów (polska wersja)
1. "Oto Ja" (Ewa Farna; Jakub Molęda)
2. "We Rock" (Obsada Camp Rock)
3. "Play My Music" (Jonas Brothers)
4. "Gotta Find You" (Joe Jonas)
5. "Start the Party" (Jordan Francis)
6. "Who Will I Be" (Demi Lovato)
7. "Hasta La Vista" (Jordan Francis; Roshon Fegan; Anna Maria Perez de Tagle)
8. "This Is Me" (Joe Jonas; Demi Lovato)
9. "Here I Am" (Jasmine Richards)
10. "Too Cool" (Meaghan Jette Martin)
11. "Our Time Is Here" (Demi Lovato; Aaryn Doyle; Meaghan Jette Martin; Jasmine Richards; Anna Maria Perez de Tagle)
12. "Two Stars" (Meaghan Jette Martin)
13. "What It Takes" (Aaryn Doyle)